# Xã Richland, Quận Logan, Ohio
Xã Richland (tiếng Anh: Richland Township) là một xã thuộc quận Logan, tiểu bang Ohio, Hoa Kỳ. Năm 2010, dân số của xã này là 2.482 người.